# Семенівська вулиця (Київ)
Семе́нівська ву́лиця — вулиця в Солом'янському районі міста Києва, місцевість Олександрівська слобідка. Пролягає від Народної та Клінічної вулиці.
Прилучається Зенітна вулиця.

## Історія
Вулиця виникла в 1-й чверті XX століття під сучасною назвою, вперше згадана[де?] 1920 року.